# Bellator 260
Bellator 260: Lima vs. Amosov è stato un evento di arti marziali miste tenuto dalla Bellator MMA l'11 giugno 2021 al Mohegan Sun Arena di Uncasville negli Stati Uniti.

## Risultati
|                                        | Divisione             |                    |           |                   | Metodo                                      | Round     | Tempo     | Note      |
| Main Card                              | Main Card             | Main Card          | Main Card | Main Card         | Main Card                                   | Main Card | Main Card | Main Card |
| -------------------------------------- | --------------------- | ------------------ | --------- | ----------------- | ------------------------------------------- | --------- | --------- | --------- |
| Sfida valida per il titolo di campione | Pesi welter           | Yaroslav Amosov    | batte     | Douglas Lima (c)  | Decisione unanime (50-45, 49-46, 49-46)     | 5         | 5:00      |           |
|                                        | Catchweight (175 lbs) | Jason Jackson      | batte     | Paul Daley        | Decisione unanime (30-27, 30-27, 30-27)     | 3         | 5:00      |           |
|                                        | Pesi piuma            | Aaron Pico         | batte     | Aiden Lee         | Sottomissione (anaconda choke)              | 3         | 1:33      |           |
|                                        | Pesi welter           | Mark Lemminger     | batte     | Demarques Jackson | KO tecnico (pugni)                          | 2         | 3:30      |           |
| Preliminary Card                       |                       |                    |           |                   |                                             |           |           |           |
|                                        | Pesi welter           | Kyle Crutchmer     | batte     | Levan Chokheli    | Decisione unanime (30-27, 30-27, 30-27)     | 3         | 5:00      |           |
|                                        | Pesi piuma            | Justin Gonzales    | batte     | Tywan Claxton     | Decisione non unanime (29-28, 28-29, 29-28) | 3         | 5:00      |           |
|                                        | Pesi leggeri          | Bobby King         | batte     | Nick Newell       | Decisione non unanime (30-27, 28-29, 30-27) | 3         | 5:00      |           |
|                                        | Catchweight (150 lbs) | Lucas Brennan      | batte     | Matt Skibicki     | Sottomissione (anaconda choke)              | 1         | 1:54      |           |
|                                        | Pesi piuma femminili  | Marina Mokhnatkina | batte     | Amanda Bell       | Decisione unanime (30-27, 30-27, 30-27)     | 3         | 5:00      |           |
|                                        | Pesi mediomassimi     | Alex Polizzi       | batte     | Gustavo Trujillo  | Sottomissione (straight armbar)             | 1         | 4:22      |           |